# 대구대남초등학교
대구대남초등학교(大邱大南初等學校)는 대한민국 대구광역시 달서구 송현동에 있는 공립 초등학교이다.

## 역사
- 1985.01.18 학교설립인가